# Carciofolata
La carciofolata è un termine in dialetto romanesco che designa un pranzo a base di carciofi.

## Carciofolata alla matticella
È una pietanza campestre, tipica dei Castelli Romani, soprattutto del comune di Velletri e Lariano dove ogni primavera si svolge la sagra della carciofolata:   la carciofolata è detta matticella quando i carciofi non sfogliati (di varietà  “cimarolo” o “mammola”) vengono conditi all'interno con mentuccia romana, aglio, sale e olio poi cotti su un letto di brace di sarmenti di vite asciugati. 
La carciofolata alla matticella si consuma abitualmente su una fetta di pane casareccio o su una bruschetta accompagnata da vino.